# 4218-as busz
A 4218-as jelzésű autóbuszvonal regionális autóbuszjárat Nyíregyháza és Fehérgyarmat között, Mátészalka érintésével, melyet a Volánbusz Zrt. lát el.

## Közlekedése
A járat Szabolcs-Szatmár-Bereg vármegye székhelyét, Nyíregyházát köti össze a Fehérgyarmati járás székhelyével, Fehérgyarmattal, a Mátészalkai járás székhelyét képző Mátészalka érintésével. A településeket vasútvonal is összeköti, de a forgalom alacsony rajta, így fontos a busz is. Napi fordulószáma magasnak mondható, a legtöbb járat csak Mátészalkáig közlekedik.

## Megállóhelyei
| 0  | Nyíregyháza, autóbusz-állomás végállomás  | 31 | 1, 1A, 2, 2Y, 3, 4, 4Y, 6, 16, 24, 40, H31, H31X, H31Y, H32, H33, H35, H40, H40L 1059, 1341, 1369, 1370, 1424, 1426, 1427, 1446, 1449 3881, 3887, 4200, 4201, 4202, 4203, 4205, 4206, 4207, 4208, 4209, 4210, 4211, 4212, 4213, 4214, 4215, 4216, 4217, 4219, 4220, 4221, 4222, 4224, 4225, 4231, 4232, 4233, 4234, 4235, 4236, 4237, 4238, 4239, 4240, 4243, 4253, 4303, 4304 |
| 1  | Nyíregyháza, Luther-ház                   | ∫  | 2, 2Y 4209, 4210, 4211, 4213, 4216, 4217, 4221, 4224, 4232, 4237, 4304 |
| ∫  | Nyíregyháza, Megyei Bíróság               | 30 | 7, 11, 13, 15, 18, 18A 4209, 4210, 4211, 4213, 4216, 4217, 4221, 4224, 4232, 4237, 4303, 4304 |
| 2  | Nyíregyháza, kórház                       | 29 | 2, 2Y, 5, 5A, 23, 23G, H32 4216, 4217, 4219, 4220, 4221, 4222, 4224, 4225, 4232, 4237, 4238 |
| 3  | Nyíregyháza, Nagyszállás bejárati út      | 28 | H32 4219, 4220, 4221, 4222, 4225, 4238 |
| 4  | Nagykálló, Korányi Frigyes Gimnázium      | 27 | 4216, 4217, 4219, 4220, 4221, 4222, 4224, 4225, 4228, 4232, 4238 |
| 5  | Nagykálló, autóbusz-állomás               | 26 | 4216, 4217, 4219, 4220, 4221, 4222, 4223, 4224, 4225, 4226, 4228, 4232 |
| 6  | Nagykálló, iskola                         | 25 | 4219, 4220, 4221 |
| 7  | Nagykálló, Inségdomb                      | 24 | 4219, 4220, 4221 |
| 8  | Kállósemjén, autóbusz-váróterem           | 23 | 4217, 4219, 4220, 4221, 4224 |
| 9  | Kállósemjén, posta                        | 22 | 4216, 4217, 4219, 4220, 4221, 4224 |
| 10 | Nyírpazony, kabalási elágazás             | 21 | 4205, 4207, 4208, 4236, 4253 |
| 11 | Kállósemjén, vasútállomás bejárati út     | 20 | 4219, 4220, 4221 személyvonat |
| 12 | Máriapócs vasútállomás                    | 19 | 4216, 4217, 4221, 4224, 4382, 4383 személyvonat |
| 13 | Nyírbátor, temető                         | 18 | 4382, 4383 |
| 14 | Nyírbátor, Debreceni elágazás             | 17 | 4216, 4217, 4224, 4323, 4324, 4370, 4380, 4382, 4383, 4403 |
| 15 | Nyírbátor, Szentvér utca                  | 16 | 4216, 4217, 4224, 4323, 4324, 4332, 4369, 4403 |
| 16 | Nyírbátor, vasútállomás                   | 15 | 4216, 4223, 4332, 4369, 4370, 4373, 4375, 4380, 4382, 4383, 4403, 4474 személyvonat, sebesvonat, IC |
| 17 | Nyírbátor, Császári út 27.                | 14 | 4332, 4369 |
| 18 | Nyírbátor, BÁTORGÉP                       | 13 | 4323, 4332, 4369 |
| 19 | Nyírbátor, ipari park bejárati út         | 12 | 4216, 4323, 4332, 4369 |
| 20 | Nyírcsászári, nyírderzsi elágazás         | 11 | 4216, 4217, 4224, 4323, 4324, 4332, 4369 személyvonat |
| 21 | Hodász, vasútállomás bejárati út          | 10 | 4216, 4217, 4224, 4323, 4324, 4331, 4332, 4335 személyvonat |
| 22 | Nyírmeggyes, orvosi rendelő               | 9  | 4216, 4217, 4224, 4323, 4324, 4331, 4332 |
| ∫  | Mátészalka, Inkubátorház                  | 8  | 4320, 4325, 4330, 4331, 4332, 4333, 4335 |
| 23 | Mátészalka, Kórház utca                   | 7  | 4216, 4217, 4224, 4323, 4324 |
| 24 | Mátészalka, autóbusz-állomás              | 6  | 4207, 4213, 4216, 4217, 4224, 4237, 4261, 4316, 4320, 4321, 4322, 4323, 4324, 4325, 4326, 4327, 4328, 4329, 4330, 4331, 4332, 4333, 4334, 4335 személyvonat, sebesvonat, IC |
| 25 | Mátészalka, Főtér                         | 5  | 4207, 4213, 4217, 4224, 4261, 4316, 4320, 4321, 4322, 4323, 4324, 4325, 4326, 4327, 4328, 4329, 4330, 4332, 4333, 4334, 4335 |
| 26 | Kocsord, községháza                       | 4  | 4213, 4216, 4217, 4224, 4237, 4320, 4322, 4323, 4324, 4325, 4326, 4327 |
| 27 | Kocsord, kórház                           | ∫  | 4320, 4322, 4325, 4326, 4327 |
| 28 | Győrtelek, tunyogmatolcsi elágazás        | 3  | 4213, 4216, 4217, 4224, 4237, 4320, 4322, 4323, 4325, 4326, 4327 személyvonat |
| 29 | Tunyogmatolcs, autóbusz-váróterem         | 2  | 4213, 4216, 4237, 4323, 4325, 4367 |
| 30 | Fehérgyarmat, Mártírok utca 5.            | 1  | 4213, 4323, 4325, 4367 |
| 31 | Fehérgyarmat, autóbusz-állomás végállomás | 0  | 4209, 4213, 4216, 4237, 4306, 4310, 4323, 4325, 4350, 4352, 4353, 4355, 4356, 4358, 4360, 4361, 4366, 4367, 4368 |

1. ↑  Nyírcsászári vasútállomás pár perc sétával elérhető
2. ↑  Mátészalka vasútállomás pár perc sétával elérhető
3. ↑  Győrtelek megállóhely pár perc sétával érhető el